# 天神ラジオパラダイス
天神ラジオパラダイス ラジオ黄金時代は、2005年11月3日に福岡県を放送エリアとしているRKB毎日放送、KBC九州朝日放送、fm fukuoka、CROSS FMの在福ラジオ4局が共同で製作、放送したラジオ番組。同じ放送エリアの4局同時のサイマル放送の番組は日本初である。当日は福岡市中央区の大丸福岡天神店内にあるパサージュ広場より公開生放送で行われた。なおこの項では、翌年に在福ラジオ局合同で行われたイヴェント「福岡ラジオパラダイス2006〜ミュージック・コミュニケーション〜」についても扱う。

## 時間
- 10:00～10:30（RKBラジオ担当）
- 12:00～12:30（fm fukuoka担当）
- 13:00～13:30（KBCラジオ担当）
- 16:00～16:30（CROSS FM担当、但しfm fukuokaは「FMフェスティバル」ネットのため放送せず）

## 各局での放送形態
- RKBラジオ

特別番組「歌謡曲ヒット情報 ラジオ黄金時代」（7:00～16:50）内で放送。
- KBCラジオ、fm fukuoka

通常番組内で放送。但し前述のとおりfm fukuokaは16:00～16:30の分は放送していない。
- CROSS FM

以下の2つの特別番組内で放送。特別番組はいずれも天神きらめき通りスタジオから放送された。15:00〜16:00はパサージュ広場からスマイリー原島がゲストを招いてそのインタビューや生演奏を放送したが、このゲストはサイマル放送のほうには出演せず、特別番組の18:10頃にトークゲストとして出演した。
「DIGITAL MORNING DRIVE」（7:00～12:00、この企画に合わせて「1日限りの復活」を果たした）
「天神ラジオパラダイス ラジオ黄金時代」（12:00～18:55、12:30〜15:00は立山律子、16:30〜18:55は植原史子が担当）

## パーソナリティ
- 岡部はち郎（総合司会、在福の民放ラジオ局全てでレギュラー番組の担当経験があり、放送当時はRKBラジオでレギュラー番組を担当していた）
- 森口博子（総合司会）
- あべやすみ（RKBラジオ、歌謡曲ヒット情報）
- 仲谷一志（RKBラジオ、歌謡曲ヒット情報）
- 沢田幸二（KBCラジオ、ラジオ今昔物語）
- 米岡誠一 (fm fukuoka)
- スマイリー原島 (CROSS FM)
- 永井龍雲
- 松村邦洋
- BENNIE K
- 井上悟 （ゲストパーソナリティ、RKBラジオの人気番組だった「スマッシュ!!11」のパーソナリティを務めた）
- 林幹雄 （ゲストパーソナリティ、RKBラジオの人気番組だった「RKBベスト歌謡50」のパーソナリティを務めた）

## エピソードなど
- 番組のテーマチューン、ジングルのBGMにはビートルズの「バースデイ」が使用された。
- 以前から福岡県内の民放ラジオ局はサイマル放送を行うことが多かったが、AM局とFM局が同時生放送を行うことはほとんどなかった。それ故に、この企画は情報の伝達という側面からみても画期的なものであった。なお同年3月20日に起きた福岡県西方沖地震を受け企画された特別番組「ライフサポーター あなたを守る防災ラジオ」が翌年の2006年3月20日に放送されたが、この時は唯一この企画に参加しなかったLOVE FMも参加、同一放送エリア内にある民間放送ラジオで全て同じ番組が放送されるという、日本のラジオ史上前例のない番組が放送された。その後も約半年に1回の割合で、この在福5局のサイマル放送番組が企画制作され、放送されている。

## 福岡ラジオパラダイス2006
この番組の翌年、2006年11月17日から11月19日までの3日間、キャナルシティ博多内のサンプラザステージにおいて、「福岡ラジオパラダイス2006〜ミュージック・コミュニケーション〜」という公開生放送が行われた。このときはLOVE FMも加わり在福5局の主催で行われたもののサイマル放送は行われず、各局がそれぞれ別々に1時間ずつの特別番組を会場から放送した。但しこの放送の際、リレー形式の5分番組が制作され、FM福岡→KBCラジオ→CROSS FM→RKBラジオ→LOVE FMの順でそれぞれの特別番組内で放送された。またこの公開生放送の3ヶ月前、8月25日に起きた福岡海の中道大橋飲酒運転事故を受け、会場でも来場者に飲酒運転撲滅を呼びかけ、その後も各局でスポットCMなどを通じて飲酒運転撲滅キャンペーンを行った。